# Hemisfério (geografia)

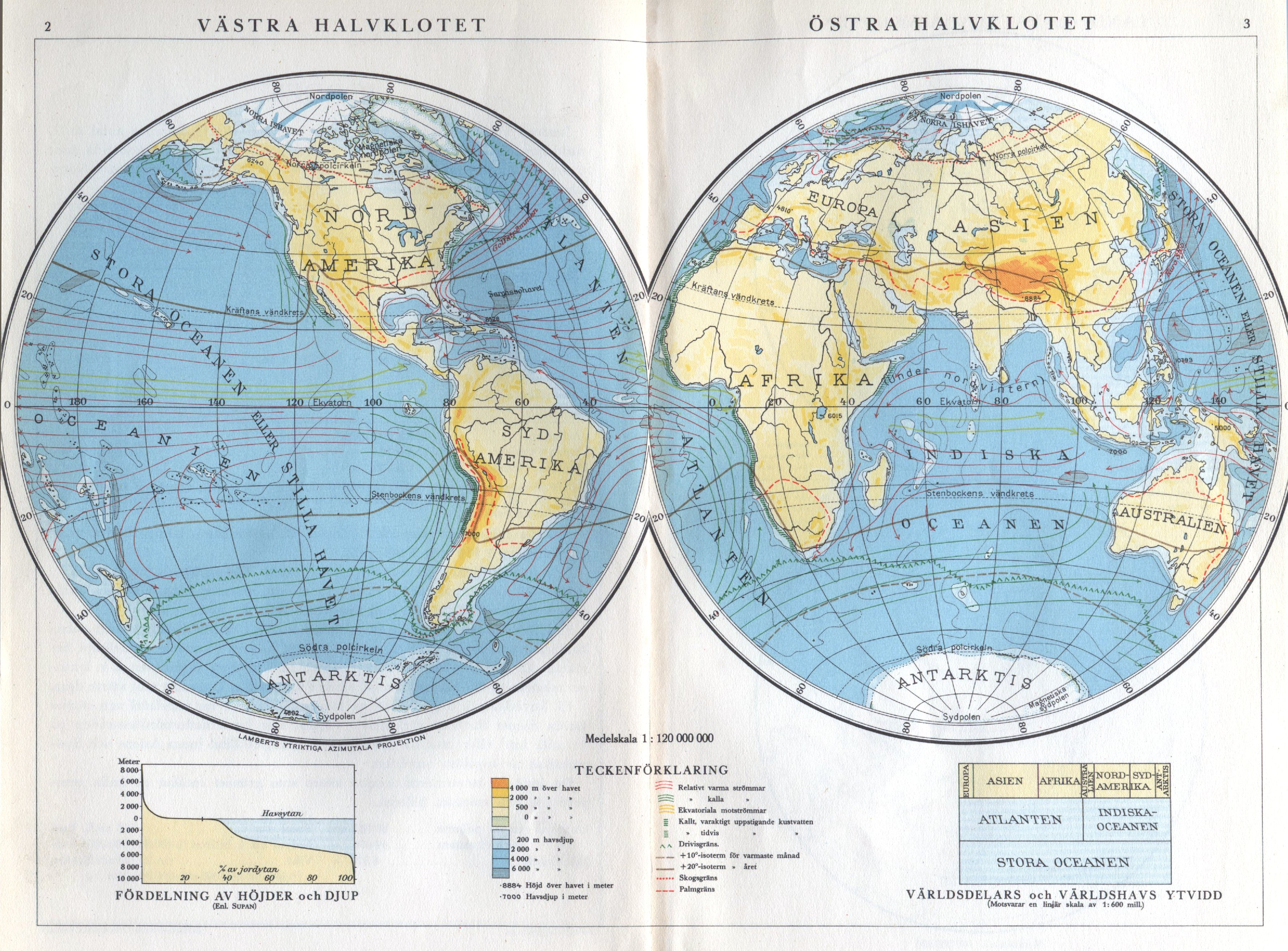
Nesta imagem, o globo terrestre foi seccionado pelo círculo máximo formado pelo meridiano de longitude 20° e pelo seu antimeridiano de longitude 200°, resultando em dois hemisférios: à direita, um hemisfério contendo a África, a Europa, a Ásia e a Austrália; à esquerda, um hemisfério contendo as Américas.

Em geografia, um hemisfério é uma metade do globo terrestre. Essa metade é delimitada por um círculo máximo, que poderá ser ou a linha do equador ou então um par formado por duas semicircunferências: um meridiano e seu respectivo antimeridiano.
Algumas das mais comuns divisões do planeta em hemisférios:
- Divisão norte-sul: é feita pela linha do equador. Divide o globo terrestre em hemisfério norte e hemisfério sul.
- Divisão leste-oeste: é feita pelo meridiano de Greenwich com o meridiano de 180° (antimeridiano de Greenwich). Divide o globo terrestre em hemisfério ocidental e hemisfério oriental.
- Divisão terra-água: divide o globo em hemisfério continental, que é o que possui a maior quantidade de terra do planeta, e hemisfério aquático, que é o que possui a maior quantidade de água do planeta.

Política e culturalmente, costuma-se chamar "hemisfério ocidental" a metade da Terra que inclui a Europa e as Américas.[carece de fontes?]